# Caccamo
Caccamo (Càccamu in siciliano) è un comune italiano di 7 559 abitanti della città metropolitana di Palermo in Sicilia.

## Geografia fisica
Il comune fa parte dell'Unione dei Comuni della Bassa Valle del fiume Torto.
Il centro abitato del Comune di Caccamo è collocato a circa 521 metri sul livello del mare, ai piedi del Monte San Calogero. Si trova nel tratto inferiore della ex valle del fiume San Leonardo, oggi lago di Rosamarina, che costituisce, con circa 100 milioni di metri cubi di acqua, la principale risorsa idrica del palermitano.

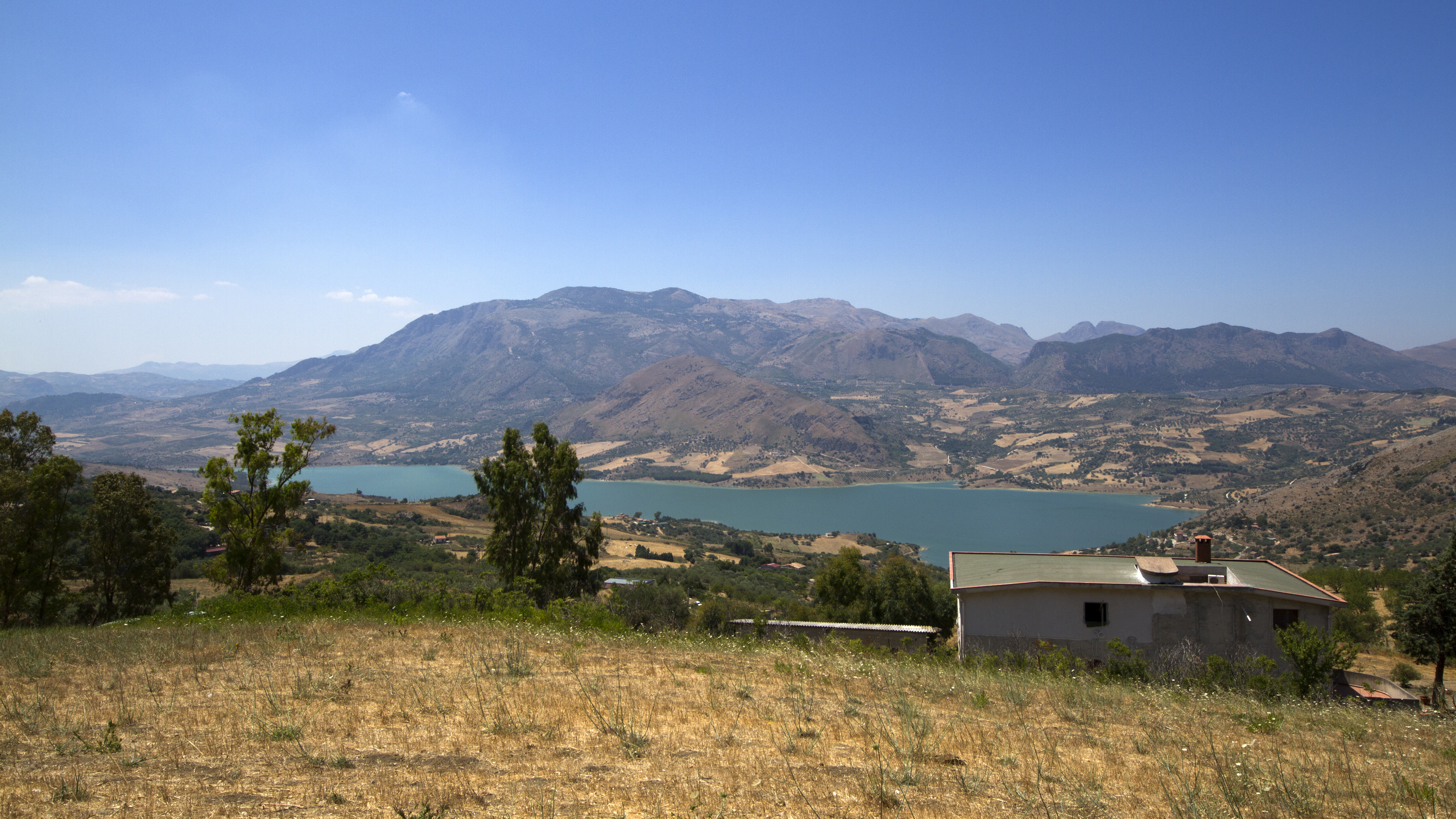
Lago Rosamarina

È compreso fra la riserva naturale orientata del Monte San Calogero a est, la riserva naturale orientata Pizzo Cane, Pizzo Trigna e Grotta Mazzamuto ad Ovest e di fronte al Mar Tirreno.
Caccamo si trova a circa 10 km dal mare del golfo di Termini Imerese e a circa 45 km dal capoluogo di Regione, Palermo.
Il suo territorio, davvero esteso, comprende circa 19.000 ettari, e fa sì che confini con altri quattordici comuni.

## Storia

### Le origini
Diversi autorevoli studiosi hanno indagato e dibattuto sulle origini di Caccamo, senza però riuscire a dare una risposta certa e definitiva. Per di più grandi difficoltà ha presentato e tuttora rappresenta l’interpretazione dell’etimo toponomastico diventato per gli studiosi un vero rompicapo.
Alcune interpretazioni vorrebbero il termine Caccamo derivante dal punico-cartaginese "Caccabe" (testa di cavallo, presente nello stemma), dal greco "Kakkabe" (pernice) o "Kakabe" (calderone), dal latino "Cacabus" (pentolone), dall'arabo "Kakum" (vaso, marmitta), dal siciliano “Caccamu” (bagolaro).
Più la leggenda che la storia vuole che la città sia stata fondata intorno al IV – V secolo a.C. ad opera dei Cartaginesi, quando, a seguito della sconfitta subita nel 480 a.C. a Himera, gli scampati al disastro si rifugiarono verso l’interno fondando una città a cui diedero il nome di Caccabe. Lo storico Agostino Inveges chiama la città la "Cartagine di Sicilia", e fonda la propria convinzione sull'opinione di Stefano Bizantino, storico greco vissuto nel V secolo d.C., secondo cui in Sicilia esistette un’antica città chiamata Cartagine.
Certo la zona dovette essere abitata da tempi remoti come testimoniano le sepolture a forno dette “grotticelle” sparse nel territorio circostante.
Vi è anche un cenno a tale centro abitato nel menologio bizantino sul monaco basiliano Teoctisto, Superiore intorno all’800 del monastero di S. Nicola de Nemore, nei pressi di Caccamo, che lascia presupporre l’esistenza di un centro abitato.

### Dominazione araba
La parte più travagliata della storia di Caccamo è il periodo della dominazione araba, in particolare nella fase finale della rivolta dei berberi girgentani che va dalla primavera del 939 al 940, quando alcune roccaforti berbere della parte interna della provincia di Palermo, della valle del Platani ed Agrigento si opposero ferocemente all’esercito fatimide di Kalil.
In quel periodo la conformazione abitativa di Caccamo era completamente diversa, l’abitato principale era Petterana, la cui presenza viene sancita come “oppidum” dai documenti medievali sin del 1094. Idrisi, nel XII sec., accenna brevemente a questo abitato con il nome di "Qaqabus" che definisce “affacciato sul fiume Waadi Sul-lah, largo e copiosissimo d’acque in cui si pesca”.
Vicino a Petterana, secondo lo stesso Idrisi, si trovava l’abitato di “Al-Abr.ga, distante solo due miglia da Petterana” che in molti identificano nel sito di Pizzo Pipitone che con la sua posizione geografica controllava agevolmente la strada per Agrigento, la vecchia strada per Catania e la strada per Messina, oltre, alla strada per Termini Imerese.
Questi centri abitati, di cui pervengono pochi resti, furono trasformati nelle basi operative degli eserciti fatimidi che espugnarono nell’anno 939 Caltavuturo e Sclafani e nel 940 espugnarono definitivamente la roccaforte di Platani che in molti identificano in Casteltermini.

### Dominazione normanna
Nel 1094 la città di Caccamo viene concessa in feudo a Goffredo de Sagejo, signore normanno venuto in Sicilia al seguito di Ruggero d'Altavilla. Alla sua famiglia il feudo rimane per circa mezzo secolo, prima di passare alla famiglia Bonello.
Durante la dominazione della famiglia Bonello, viene sancita la presenza nella parte occidentale del territorio, come riportato in un Diploma del Vescovato di Patti - Lipari, la presenza di "milites" e proprietari terrieri greci o bizantini.
In questo periodo il castello venne ampliato e abbellito, tanto da essere scelto da Matteo Bonello e dai suoi compagni come rifugio dal re Guglielmo I, infuriato con loro per aver incitato la nobiltà a rivoltarsi contro gli Altavilla e per l'assassinio dell'ammiraglio Maione di Bari.
Il castello si dimostrò inespugnabile anche durante gli attacchi di re Guglielmo I, ma alla fine con vari tranelli, quest'ultimo riesce ad arrestare Bonello nella 'Sala della Congiura' del castello, che da questo avvenimento prende il nome. Il re rinchiude il Bonello in una cella sotterranea, dove accecato, muore pochi giorni dopo.

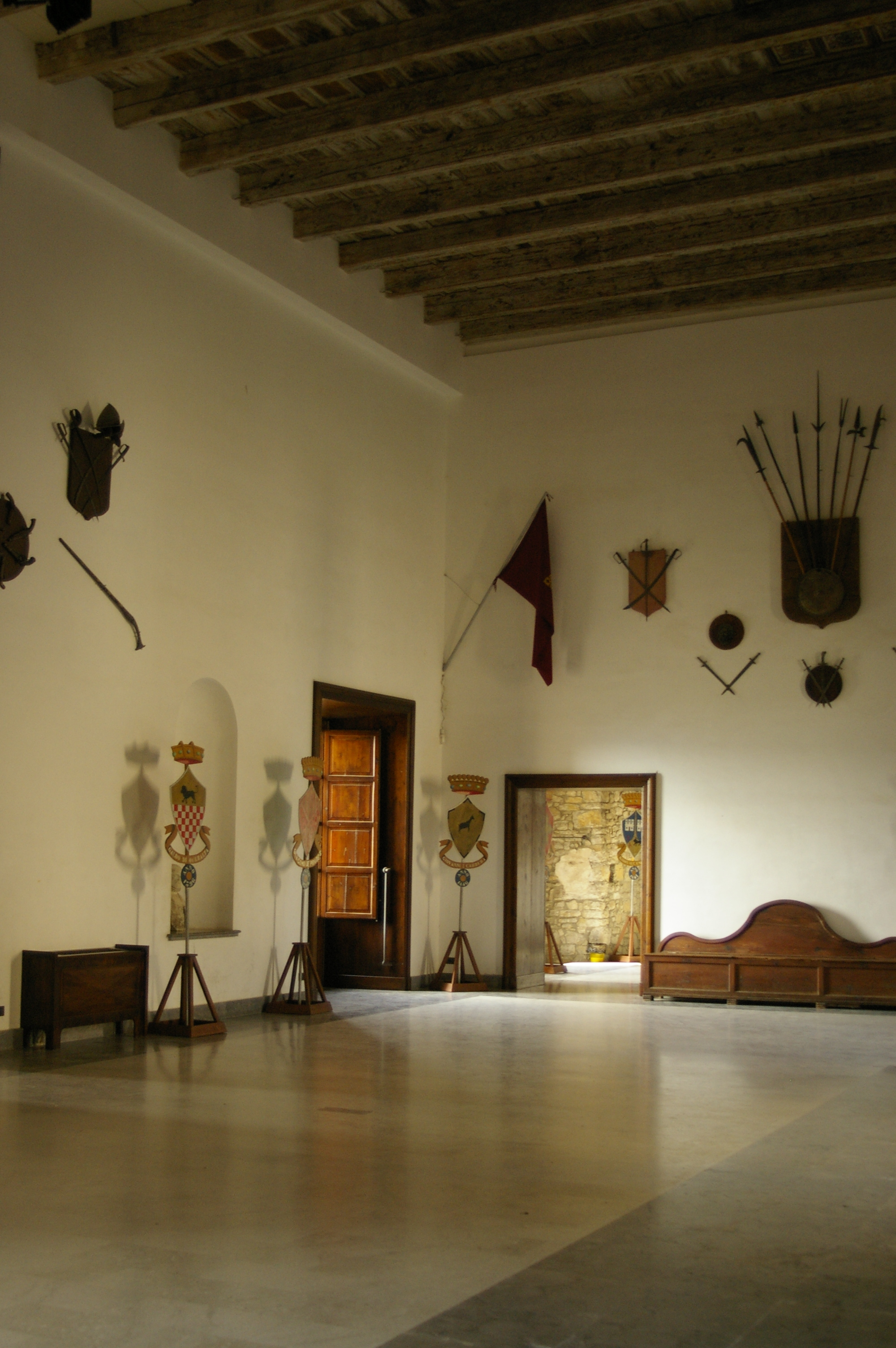
Sala della Congiura, Castello di Caccamo

Il castello tornò così ad essere possedimento reale fino alla morte di Guglielmo I, quando venne affidato al signore francese Giovanni Lavardino (1166). Ben presto, gli oppidani latini protestarono contro il nuovo signore perché solo saraceni e greci dovevano essere tenuti a pagare le tasse, e di conseguenza fu costretto ad abbandonare la città.
Nonostante la persistente importanza dell'"oppidum" di Petterana, infeudata ad Anfuso de Lucy, Caccamo suscita tra la fine del XII secolo e l'inizio del XIII secolo maggior interesse, probabilmente per le diverse controversie private e pubbliche al nome della famiglia de Lucy. Caccamo viene così concessa al connestabile di Sicilia Paolo Cicala, la cui contea copriva tutta la parte settentrionale del territorio. Nel 1215, però, il connestabile muore senza discendenti ed il sovrano Federico II, la concede all'arcivescovo di Palermo. 

### Il periodo chiaramontano
Al tempo della venuta degli Aragonesi in Sicilia, nel 1282, il castello di Petterana, a capo di un immenso territorio, insieme al casale di Librizzi, passa sotto l'amministrazione di Caccamo e nel 1286 la baronia di Caccamo, dapprima assegnata al catalano Federico Prefolio, succede alla sorella Marchisia Prefolio, moglie di Federico Chiaramonte.
Con il regno di Federico Chiaramonte inizia per Caccamo il periodo chiaramontano, uno dei più importanti per la storia del comune. Sotto il loro dominio la città godette di molte libertà, si arricchì di nuovi monumenti ed edifici, fu costruito il ponte sul fiume San Leonardo (oggi sommerso dalle acque del lago-diga Rosamarina) ed ampio sviluppo ebbe la sua economia. Dal punto di vista architettonico fu esempio dell'inconfondibile stile “Chiaramontano”; il castello fu ampliato e fortificato con una cinta muraria. Furono erette le due torri che più tardi, si pensa, vennero trasformate nelle torri campanarie del Duomo e della Chiesa dell'Annunziata, e la Torre di Pizzarrone o Byrsarone.
Nel 1302 il maniero resistette all’assalto degli angioini, sbarcati nella vicina rada di Termini, intanto la signoria di Caccamo veniva elevata a Contea prendendo il nome di Chiaramonte.
I beni dei Chiaramente, però vennero confiscati nel 1392 sotto il regno di Enrico Chiaramonte. Caccamo fu allora concessa dal re Martino il Vecchio a Gueraldo Queralt ordinando che la Contea riprendesse l’antico nome e cancellasse quello che avevano dato i precedenti signori. I caccamesi, però, si ribellarono alla nomina del Queralt, assediarono nella rocca i catalani che vi si erano rifugiati e ne cacciarono e dispersero il presidio.

### Il periodo Prades-Henriquez-Cabrera
In seguito a questo episodio re Martino il Giovane dispose che la città di Caccamo non sarebbe stata mai più affidata ad alcun barone. Pochi mesi dopo, però, venne nominato signore Otto Moncada. Contro costui, i caccamesi, ancora fedeli ad Enrico Chiaramonte, si ribellarono.
Questo costrinse il Re a mandare il suo congiunto Giacomo de Prades, che, dopo grandi sforzi per occupare la città, due anni dopo ne diventava il signore. A lui si devono un ulteriore ampliamento e abbellimento del Castello, la costruzione di fortificazioni particolarmente efficienti, al fine di prevenire eventuali nuove ribellioni dei sudditi, rendendo più sicuro il sistema difensivo del castello, e la costruzione del grandioso monastero di San Francesco.
A Giacomo Prades successe Giovanni Bernardo Cabrera, figlio del Gran Giustiziere del Regno. 
Sotto il governo dei Prades-Cabrera, che soggiornarono quasi ininterrottamente nel castello, Caccamo conobbe un periodo di profonde trasformazioni economiche e sociali e furono definiti i confini territoriali con Termini Imerese, ponendo fine ad una secolare contesa.
In seguito alle nozze di donna Anna Cabrera con Federico Henriquez, ammiraglio di Castiglia, avvenute nel 1480 per volontà di re Ferdinando il Cattolico, la contea di Caccamo passò alla famiglia Henriquez-Cabrera, sotto la cui signoria rimase fino al 1646. La città conobbe il periodo di maggior splendore della sua storia, vennero erette nuove chiese, conventi, nacquero istituzioni di beneficenza, aumentarono gli abitanti e il castello venne ulteriormente ampliato. Seguirono così due secoli di illuminato governo, durante i quali non si verificò alcuna rivolta, la città si estese gradualmente assumendo un assetto urbanistico più ordinato, ebbero notevole impulso le attività produttive e fiorì un raffinato artigianato di apprezzabile livello artistico.
Nel 1641, don Giovanni Alfonso Henriquez de Cabrera, signore di Caccamo e di Modica, grande Almirante di Castiglia, ricevette la nomina a viceré di Sicilia ed il 16 maggio dello stesso anno fece il suo ingresso ufficiale a Palermo. Il 12 novembre 1643 Caccamo fu dallo stesso elevata al rango di città, ripristinando il titolo di urbs generosissima, attribuito alcuni secoli prima dall'imperatore Federico II, caduto poi in dimenticanza, conferendole anche tutti gli onori e privilegi concessi alle altre città del Regno.

### Il periodo Amato
Nel 1646 quando Filippo Amato Principe di Galàti succedette agli Henriquez Cabrera, la contea fu elevata alla dignità di Ducato. Ma questo riconosciuto prestigio coincise con un periodo infelice per la città che fu soggetta alle ingiustizie del nuovo signore, tra queste la più nota fu la distruzione delle leggi caccamesi contenute nel Libro Rosso, e molte nobili famiglie furono costrette ad allontanarsi dalla città.
Alla morte di don Filippo (1653), gli succedette il figlio, don Antonio Amato, signore dotato di spirito liberale e generoso a cui si devono un restauro del castello e la Porta Antonia più tardi demolita.

### La famiglia De Spuches
Estintasi la famiglia Amato, nel 1813, la signoria di Caccamo passò alla famiglia De Spuches di cui si distinsero Don Giuseppe de Spuches marito della poetessa Giuseppina Turrisi Colonna per opera della quale il Castello divenne centro di cultura e di fasto.
Successivamente Caccamo partecipa agli avvenimenti che determinarono la storia della Sicilia e dell’Italia: i moti, le rivoluzioni, insurrezioni per la cacciata dei Borboni e la costruzione dell’unità d'Italia.
Nel 1967, Antonio de Spuches cedette il castello di Caccamo alla Regione Siciliana in cambio di 40 milioni. Da qui in avanti Caccamo perse il suo fascino culturale e ebbero inizio i vari progetti per rendere il Castello una struttura culturale.

## Monumenti e luoghi d'interesse

### Architetture civili

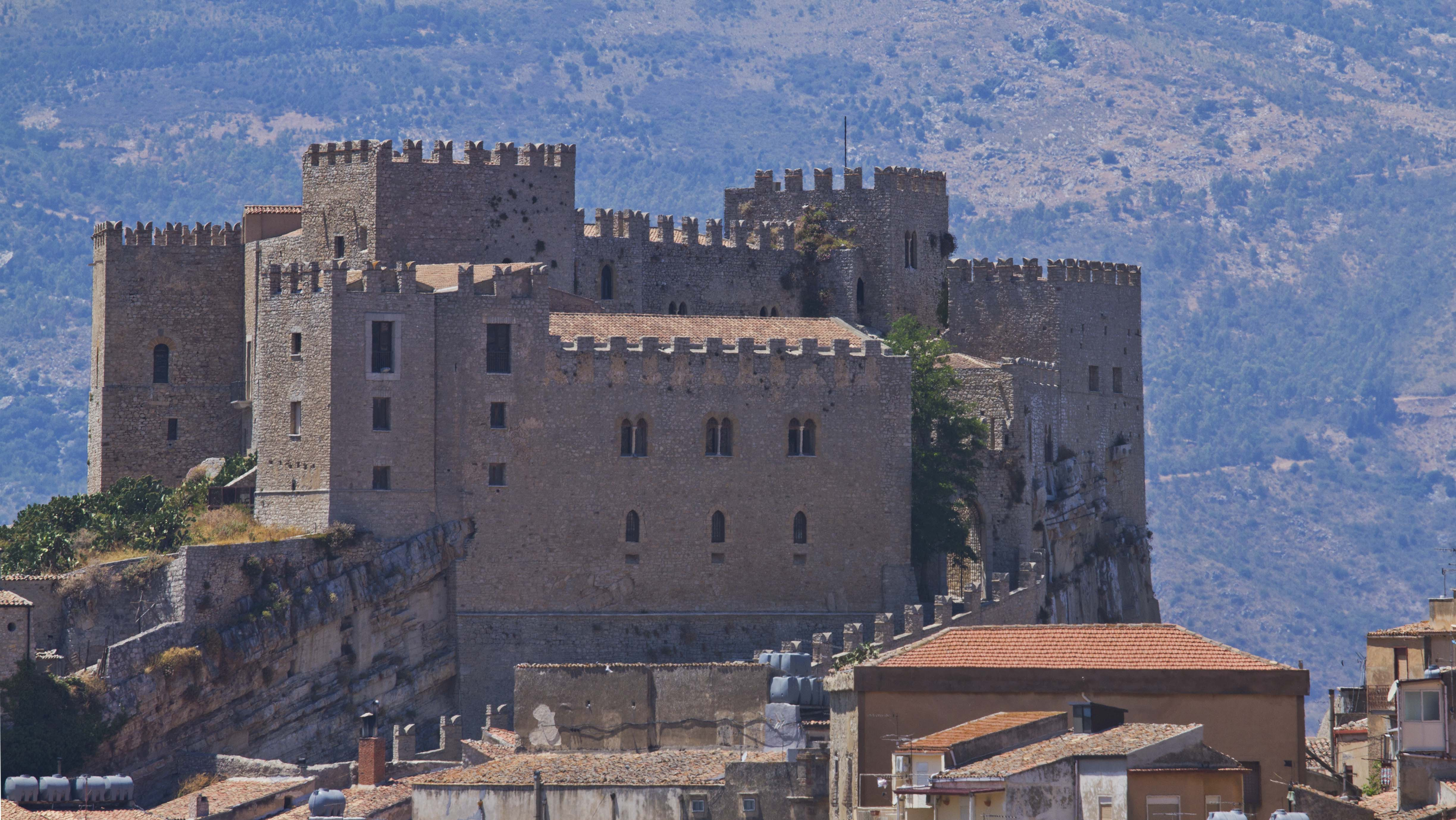
Castello di Caccamo

- Castello medievale: è uno dei più imponenti in Sicilia e in Italia; risale al XII secolo e viene considerato un tipico castello da difesa. All'interno, di pregevole fattura il Salone della Congiura; Matteo Bonello.
- Torre Pizzarrone: costruita intorno al 1089 D.C., costituiva certamente l’ultimo baluardo di difesa all’esterno della cinta muraria dell’abitato.
- Ponte chiaramontano: fatto costruire nel 1307, da Manfredi Chiaramonte I, per creare un collegamento con la città di Palermo. Venne ristrutturato nel XVII secolo dalla famiglia Amato. Oggi è sommerso dalle acque del Lago Rosamarina, e alcuni studi dicono che sarebbe ancora integro.
- Diga Rosamarina: sul fiume San Leonardo a circa 6 km dalla foce.

### Architetture religiose

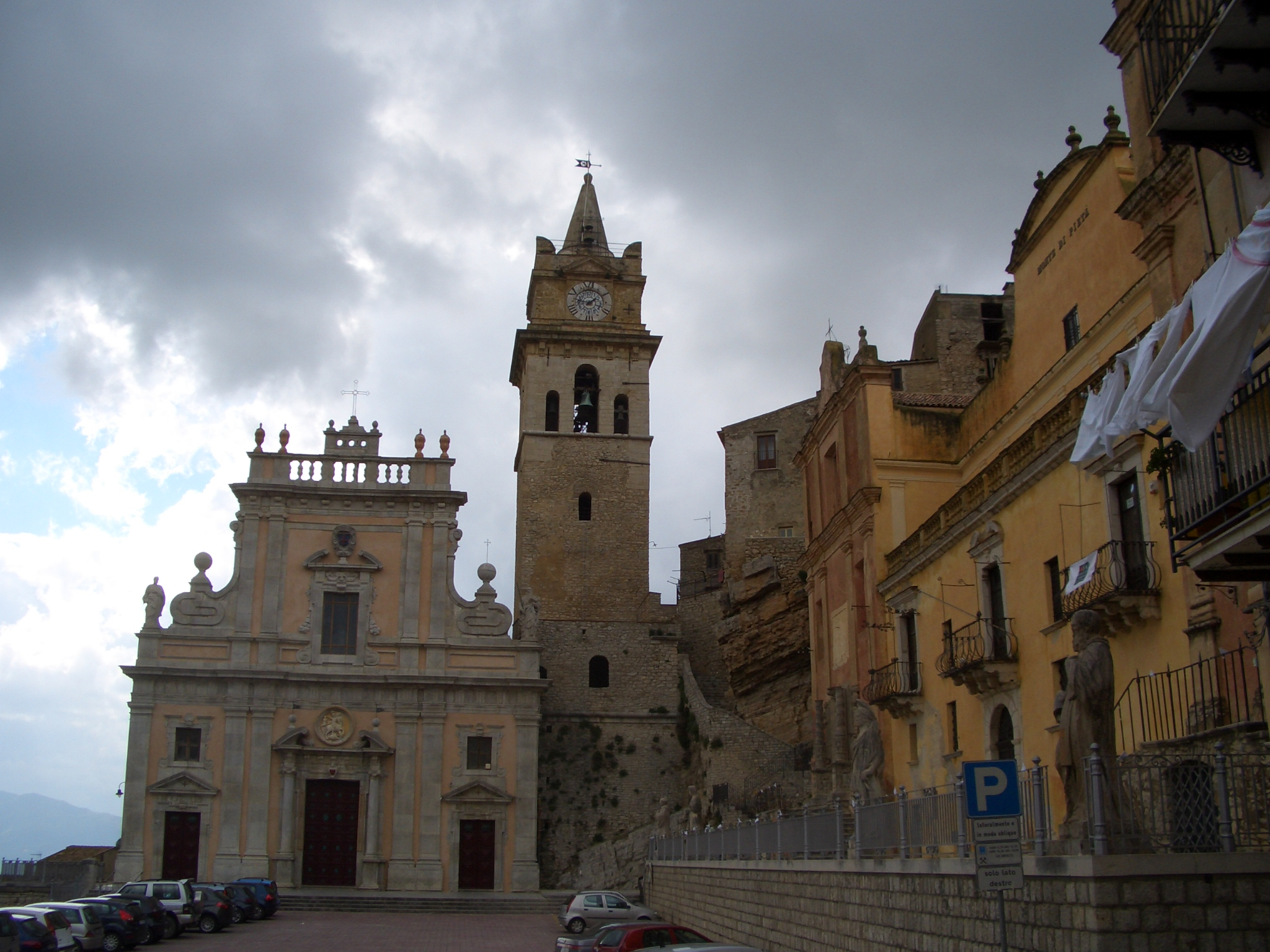
Duomo di San Giorgio Martire

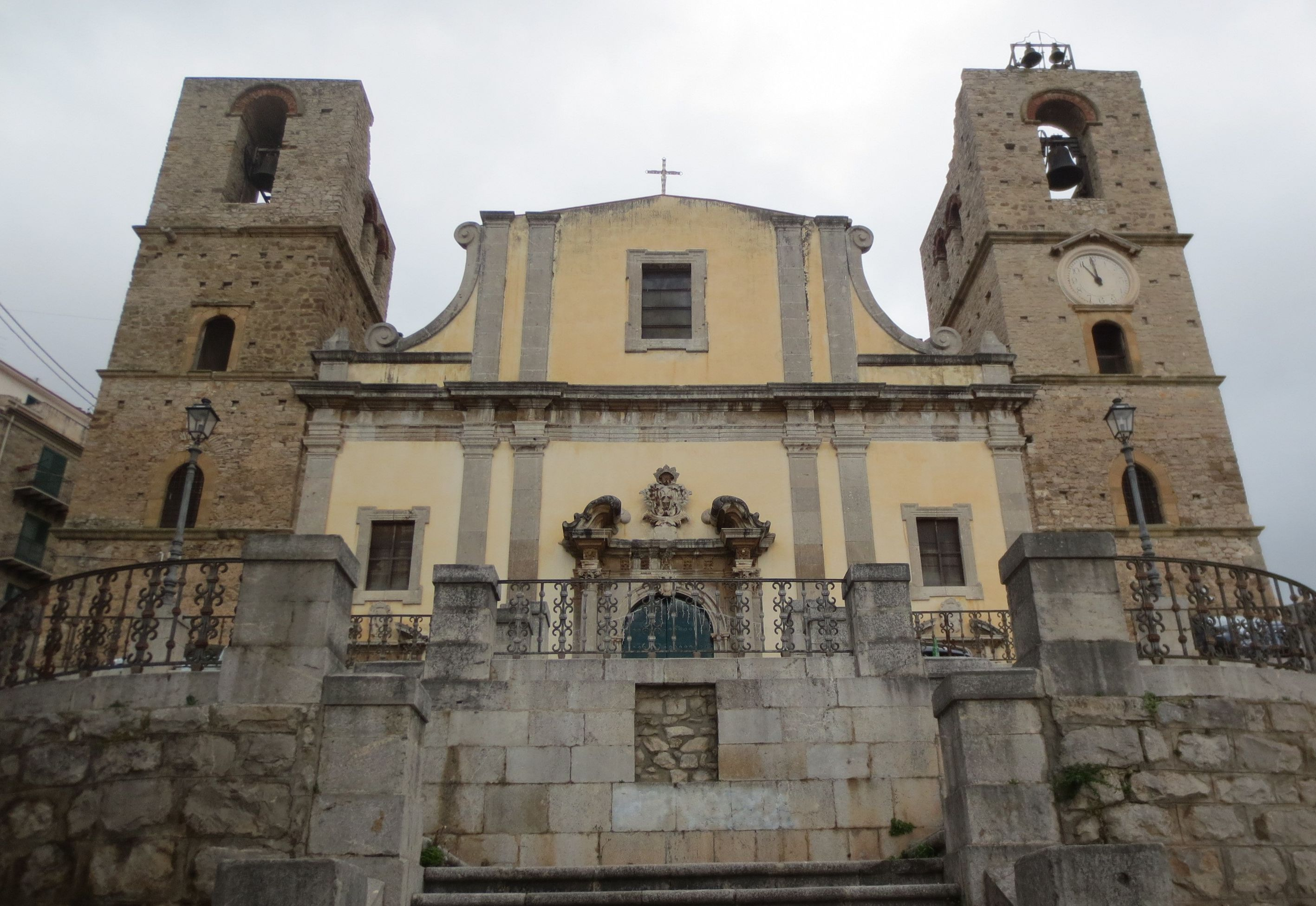
Chiesa della Santissima Annunziata

Nella città di Caccamo vi sono un gran numero di chiese, pari a 46, alcune usate, altre vendute come abitazioni, o altre distrutte.
Eccone alcune, importanti o per motivi storici, o religiosi, o culturali o architettonici:
- Duomo di San Giorgio Martire, risalente al 1090;
- Chiesa di San Benedetto alla Badìa (con annesso monastero di Santa Maria della Mensa dell'ordine Benedettino), risalente al (1615): all'interno, oltre al pavimento maiolicato del XVII secolo, sono conservati stucchi di Giacomo e Procopio Serpotta;
- Chiesa della Santissima Annunziata risalente al (1643): conserva un Tesoro e varie opere pittoriche e stucchi del XVII secolo;
- Chiesa di Santa Maria degli Angeli e convento dell'Ordine dei frati predicatori di San Domenico (ventunesima istituzione dell'ordine in terra di Sicilia fondata nel 1487[4]).;
- Chiesa di San Rocco (con annesso convento dei frati Cappuccini)";
- Abbazia di San Nicola De' Nemori, ormai ridotta ad un rudere, si trova in aperta campagna alle falde del Monte San Calogero. In questo sito dimorò e ne fu abate San Teotista, monaco basiliano che qui trascorse gran parte della sua vita in digiuno e meditazione. Un'antica tradizione racconta di come il diavolo, per tentare San Teotista, si trasformò in angelo; inginocchiandosi a pregare accanto a lui. Ma dal posto in cui era genuflesso il diavolo sgorgo acqua putrida mentre, proprio nei pressi, dove invece poggiava le sue ginocchia il santo, incominciò a sgorgare acqua purissima. Tradizione vuole, ma di ciò non v’è certezza, che San Teotista sia qui sepolto; ovvero dove pare egli morì nell’anno 830;
- Chiesa di San Francesco d'Assisi (ex convento di frati con annesso chiostro; rappresenta la terza come grandezza);
- Chiesa di Sant'Isidoro (o di Sant'Agostino);
- Chiesa di San Michele e San Biagio, risalente al 1650;
- Chiesa dei Santi Apostoli Filippo e Giacomo;
- Chiesa di San Giacomo Maggiore (o del Collegio di Maria; la tradizione vuole che fosse un'antica moschea);
- Chiesa delle Anime Sante del Purgatorio;
- Chiesa del Beato Giovannello fuori le mura;
- Chiesa dei Santi Cosma e Damiano;
- Chiesa di San Marco (trasformata in casa di abitazione; vi si nota ancora un pregevole portale in stile arabo-normanno);
- Chiesa del Carmine (ex convento dei Carmelitani);
- Chiesa di San Nicasio;
- Chiesa dell'Assunta in contrada Sambuchi;
- Chiesa di San Giovanni Li Greci;
- Chiesa di Santa Maria La Nuova (all'interno del Castello);
- Chiesa di Santa Barbara (ubicata nella torre di Pizzarrone);
- Chiesa di Sant'Anna e Santa Venera (antichissima Madrice; diruta).

## Clima
| Caccamo             | Mesi | Mesi | Mesi | Mesi | Mesi | Mesi | Mesi | Mesi | Mesi | Mesi | Mesi | Mesi | Stagioni | Stagioni | Stagioni | Stagioni | Anno |
| Caccamo             | Gen  | Feb  | Mar  | Apr  | Mag  | Giu  | Lug  | Ago  | Set  | Ott  | Nov  | Dic  | Inv      | Pri      | Est      | Aut      | Anno |
| ------------------- | ---- | ---- | ---- | ---- | ---- | ---- | ---- | ---- | ---- | ---- | ---- | ---- | -------- | -------- | -------- | -------- | ---- |
| T. max. media (°C)  | 11,1 | 11,4 | 13,1 | 15,9 | 20,6 | 25,0 | 28,0 | 28,1 | 24,8 | 20,2 | 15,9 | 12,5 | 11,7     | 16,5     | 27,0     | 20,3     | 18,9 |
| T. min. media (°C)  | 6,1  | 5,9  | 7,0  | 9,1  | 12,8 | 16,8 | 19,5 | 20,1 | 17,7 | 14,0 | 10,5 | 7,6  | 6,5      | 9,6      | 18,8     | 14,1     | 12,3 |
| Precipitazioni (mm) | 72   | 59   | 50   | 44   | 23   | 8    | 6    | 15   | 37   | 77   | 73   | 77   | 208      | 117      | 29       | 187      | 541  |

## Società

### Evoluzione demografica
Abitanti censiti

| 2014 | 8267  |
| 2017 | 8.183 |
| 2018 | 8.110 |
| 2019 | 8.019 |

### Etnie e minoranze straniere
Secondo i dati ISTAT al 31 dicembre 2019 i cittadini stranieri residenti a Caccamo erano 118. La nazionalità maggiormente rappresentata era quella rumena con 24 residenti.

## Economia
Le principali risorse economiche di Caccamo sono l'agricoltura e la zootecnica. I prodotti della terra sono cereali, mandorli, ulivi. Di notevole rilevanza sono le carni prodotte a Caccamo, i prodotti caseari, provenienti dagli allevamenti di bovini, caprini e ovini e l'olio extra vergine di oliva ottenuto principalmente dalla cultivar "biancolilla".
Tra le attività più tradizionali vi sono quelle artigianali, che si distinguono per la lavorazione del ferro battuto e della terracotta, per l'arte del merletto, del ricamo e del vimini.

## Cultura

### Cucina
La Salsiccia Pasqualora caccamese è un salume con una tradizione antica, prodotta con sola carne di suino, tagliata a punta di coltello o macinata con piatto a fori larghi, con la sola aggiunta di sale marino, pepe nero e bianco macinato e in parte frantumato, peperoncino rosso frantumato, semi di finocchietto selvatico, proveniente dalla riserva naturale orientata del Monte San Calogero, insaccata in budelli di suino e legata con spago, quindi fatta stagionare da 16 a 20 giorni in luogo fresco e ventilato, o in celle di stagionatura.
Il termine Pasqualora deriva dalla tradizione contadina che prevede di allevare durante l'anno almeno tre maiali, due dei quali venivano macellati nel periodo pasquale per confezionare salumi da consumare durante tutto il periodo estivo. La salsiccia Pasqualora, è frutto soprattutto di antiche tecniche di lavorazione: l'arte di tagliare la carne scegliendo le parti nobili del maiale, l'impasto e il dosaggio degli ingredienti, la giusta stagionatura per arrivare a un insaccato come già produceva 100 anni fa la famiglia Canzone.
Al taglio, la Salsiccia Pasqualora si presenta di colore rosso vivo, di consistenza tenera, con sapore delicato, aroma fragrante e caratteristico. Si può mangiare cruda o cotta sulla brace o secondo l'uso antico posta in mezzo alla cenere.

## Infrastrutture, trasporti e opere pubbliche
Il Comune è interessato dalle seguenti direttrici stradali:
- Strada Statale 285
- Strada Provinciale 21
- Strada Provinciale 117
- Strada Provinciale 121

## Amministrazione
Di seguito è presentata una tabella relativa alle amministrazioni che si sono succedute in questo comune.
| Periodo          | Periodo          | Primo cittadino     | Partito                        | Carica              | Note   |
| ---------------- | ---------------- | ------------------- | ------------------------------ | ------------------- | ------ |
| 15 giugno 1988   | 30 aprile 1990   | Nicasio Di Cola     | Democrazia Cristiana           | Sindaco             | [ 10 ] |
| 23 maggio 1990   | 11 marzo 1993    | Luigi Di Lucia      | Democrazia Cristiana           | Sindaco             | [ 10 ] |
| 11 marzo 1993    | 14 dicembre 1994 | Rosa Inzerilli      |                                | Comm. straordinario | [ 10 ] |
| 11 marzo 1993    | 24 maggio 1994   | Paolo Piazza        |                                | Comm. straordinario | [ 10 ] |
| 11 marzo 1993    | 28 marzo 1994    | Paolo Puccio        |                                | Comm. straordinario | [ 10 ] |
| 28 marzo 1994    | 15 maggio 1995   | Pietro Mattei       |                                | Comm. straordinario | [ 10 ] |
| 24 maggio 1994   | 15 maggio 1995   | Sebastiano Rigoli   |                                | Comm. straordinario | [ 10 ] |
| 14 dicembre 1994 | 9 gennaio 1995   | Antonio Izzo        |                                | Comm. straordinario | [ 10 ] |
| 15 maggio 1995   | 16 novembre 1998 | Nicasio Di Cola     | Centro Cristiano Democratico   | Sindaco             | [ 10 ] |
| 18 novembre 1998 | 10 marzo 1999    | Calogero Ricciardo  |                                | Comm. straordinario | [ 10 ] |
| 10 marzo 1999    | 24 aprile 2000   | Maria Danila Spagna |                                | Comm. straordinario | [ 10 ] |
| 20 aprile 1999   | 20 aprile 2000   | Salvatore Caccamo   |                                | Comm. straordinario | [ 10 ] |
| 20 aprile 1999   | 24 aprile 2000   | Cono Incognito      |                                | Comm. straordinario | [ 10 ] |
| 24 aprile 2000   | 26 novembre 2001 | Antonino Costa      |                                | Comm. straordinario | [ 10 ] |
| 24 aprile 2000   | 26 novembre 2001 | Baldassare Ingoglia |                                | Comm. straordinario | [ 10 ] |
| 24 aprile 2000   | 26 novembre 2001 | Sebastiano Rigoli   |                                | Comm. straordinario | [ 10 ] |
| 26 novembre 2001 | 15 maggio 2007   | Nicasio Di Cola     | centro-destra                  | Sindaco             | [ 10 ] |
| 15 maggio 2007   | 8 maggio 2012    | Desiderio Capitano  | centro-destra                  | Sindaco             | [ 10 ] |
| 8 maggio 2012    | 11 giugno 2017   | Andrea Galbo        |                                | Sindaco             | [ 10 ] |
| 11 giugno 2017   | 13 giugno 2022   | Nicasio Di Cola     | lista civica "Di Cola sindaco" | Sindaco             | [ 10 ] |
| 13 giugno 2022   | In carica        | Franco Fiore        | lista civica "Fiore sindaco"   | Sindaco             | [ 10 ] |